# Росица Тренкова
Росица Тренкова е българска оперна певица, сопран.

## Биография
Росица Тренкова е родена в учителско семейство в Самоков на 7 октомври 1935 г. Още като дете започва да учи пиано и пеене. На 12 г. прави сценичния си дебют във вокален квартет на концерт в Боровец. На 14 г. постъпва в хор „Рилска песен“ с основател и диригент проф. Васил Стоин, където е неизменна солистка.
Продължава обучението си в Консерваторията в класа на оперния певец проф. Христо Бръмбаров, завършва и оперна школа при режисьора проф. Драган Кърджиев. Още като студентка през 1960 г. получава назначение в Бургаската опера, където първите ѝ роли са на Каролина от „Тайният брак“ на Доменико Чимароза и Щаси в „Царицата на чардаша“. Между 1963 г. и 1970 г. пее и на сцената на Старозагорската опера, където са ѝ поверени централни роли в оперите „Бохеми“, „Риголето“, „Травиата“, „Отвличане от сарая“, „Сватбата на Фигаро“, „Йоланта“, „Ловци на бисери“, „Албена“ от Парашкев Хаджиев, „Пепеляшка“ от Найден Геров и „Юла“ от Красимир Кюркчийски.
През 1971 г. печели конкурс за артист в Главна дирекция „Българска музика“, където следват множество концертни прояви, в това число концерти в Германия, тържествен концерт по случай 24 май във Виена, и в Москва за 3 март. Прави специализация във Виена при проф. Мария Бранд и участва активно във Ваймарския музикален семинар в курсовете на проф. Лоре Фишер от Мюнхен и проф. Норман Шетлер от Виена.
През 1970-те и 1980-те години Тренкова пее на тържествените концерти в родния си град Самоков. Пее в града си по случай 1 октомври – Деня на музиката и поезията. За репертоара си от изпълнения на руски композитори – Глинка, Мусоргски, Чайковски, Рахманинов, Глиер и Шостакович, ѝ е присъдена наградата „Золотая муза“.
След пенсионирането си през 1990 г. Росица Тренкова участва в концертите на Дружеството за нова музика, на „поетичните понеделници“ в Съюза на композиторите, изпълнява и записва в БНР творби на Васил Казанджиев, Иван Спасов, Ясен Воденичаров, Артин Потурлян.
След 2000 г. Росица Тренкова постепенно се установява в родния си град. Четири години пее като солистка във вокален ансамбъл за исонно пеене в църквата „Свети Никола“ в Самоков. Работи и по вокалната постановка на църковните певци. Носител е на златния почетен знак на Самоков.
Освен музикалната си дейност, тя е автор на голям брой публикации на музикални, обществено-социални и етични теми (включително статия в списание „Биограф“ за Евдокия Петева-Филова) и две книги:
- 2010 – „Северният принц на балета“, посветена на балетмайстора Асен Манолов,
- 2012 – „Откровение“ (автобиография).

През 2020 г. Росица Тренкова получава наградата „Кристално огърлие“ от председателя на Съюза на българските музикални и танцови дейци Станислав Почекански за „изключителен принос в развитието на българската музикална култура“.

## Творчество
Росица Тренкова пее главни партии в редица кантатно-ораторийни произведения, преди всичко в бароковия стил с творби от Скарлати, Бах и Хендел. В песенния жанр притежава огромен репертоар от песни на композитори като Моцарт, Бетовен, Шуберт, Брамс, Менделсон, Хиндемит, Бритън, Дебюси, Гуно, Росини, Чайковски, Рахманинов, Вила-Лобос и от други композитори, като изпълненията ѝ са винаги на оригиналните езици на съответните творби. Пее на италиански, немски, португалски, испански, но винаги завършва концертите си с изпълнения на български автори.
Един от най-големите приноси на Росица Тренкова към българското певческо изкуство са изпълненията на всички песни на Димитър Ненов по стихове на Елисавета Багряна заедно с пианиста проф. Атанас Куртев, издадени на плоча от „Балкантон“ през 1989 г. С тези песни тя открива къща-музей „Димитър Ненов“ в Разград. На музикалните дни „Димитър Ненов“ получава грамота от Съюза на музикалните дейци, поднесена ѝ лично от проф. Люба Енчева.